# Kuiperjev pas
Kuiperjev pas [kêjperjev pás] (včasih imenovan Edgeworthov pas ali Edgeworth-Kuiperjev pas) je asteroidno področje v Osončju, ki se razteza od Neptunovega tira (na 30 a. e.) do 50 a. e. od Sonca in je bližji od Oortovega oblaka. V pasu naj bi nastajali kometi.
Pas je prvi leta 1949 predlagal Kenneth Essex Edgeworth, Gerard Peter Kuiper pa ga je leta 1951 še dodatno utemeljil. V astronomiji se je dokončno utrdil šele po letu 1980. Takrat so računalniške simulacije pokazale, da je v Kuiperjevem pasu najverjetnejši izvor kratkoperiodičnih kometov. Po prejšnji domnevi naj bi bil njihov izvor v bolj oddaljenem Oortovem oblaku, vendar se je izkazalo, da kometi, ki bi prihajali od tako daleč, ne bi mogli razviti svojih značilnih tirov.
V pasu so odkrili več kot 800 teles Kuiperjevega pasu (TKP), ki so tudi čezneptunska telesa (ČNT). Največja sta Pluton in njegova luna Haron. Po letu 2000 so našli tudi druga telesa skoraj enakih velikosti. 50000 Kvaoar, ki so ga odkrili 4. junija 2002, je velik pol toliko kot Pluton in večji od najmanjšega pritlikavega planeta Ceres. Druga telesa Kuiperjevega pasu so sorazmerno manjša. Natančna razvrstitev takšnih teles je nejasna, ker se verjetno precej razlikujejo od asteroidov notranjega Osončja.